# Râul Dupuș
Râul Dupuș este un curs de apă, afluent al râului Ațel. 

## Hărți
- Harta județului Sibiu